# Wilhelm Egger

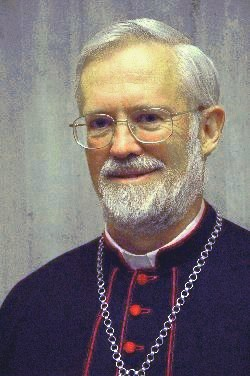
Bischof Wilhelm Emil Egger

Wilhelm Emil Egger OFMCap (* 14. Mai 1940 in Innsbruck; † 16. August 2008 in Bozen, Südtirol) war ein italienischer Geistlicher, Hochschulprofessor für Neues Testament und römisch-katholischer Bischof der Diözese Bozen-Brixen.

## Leben

### Kindheit, Ausbildung, Priester
Geboren in Innsbruck, lebte Wilhelm Egger in Bergen bei Traunstein. Als 1944 sein Vater im Krieg gefallen war, zog die Mutter 1945 mit ihm und seinem Zwillingsbruder Kurt nach Sterzing. Wenige Jahre später, 1949, starb auch die Mutter. Wilhelm Egger besuchte gemeinsam mit Bruder Kurt das Unterstufengymnasium der Kapuziner in Salern (Gemeinde Vahrn). Im Alter von 16 Jahren trat er am 29. August 1956 dem Kapuzinerorden bei und schloss nach dem Noviziat die Schule mit der Matura am bischöflichen Seminar Vinzentinum in Brixen ab.
Daraufhin studierte Egger im Kapuzinerorden Philosophie und Theologie. Am 29. Juni 1965 empfing er gemeinsam mit seinem Zwillingsbruder Kurt in Brixen die Priesterweihe. Anschließend studierte er von 1965 bis 1971 Theologie an der Universität Freiburg in der Schweiz sowie am Päpstlichen Bibelinstitut in Rom und an der École biblique et archéologique française de Jérusalem. Mit 32 Jahren wurde er 1972 zum Doktor der Bibelwissenschaften promoviert und war darauf bis 1986 als ordentlicher Professor für Neues Testament an der Philosophisch-Theologischen Hochschule Brixen tätig. 1981 erlangte er zudem mit einer Arbeit zum Markusevangelium seine Habilitation im Fach Neues Testament an der Theologischen Fakultät der Universität Innsbruck. Haupttätigkeitsgebiet von Wilhelm Egger waren die Methodenfragen der Neutestamentlichen Wissenschaft; er hielt unter anderem Vorlesungen in verschiedenen Ländern Mitteleuropas, Afrikas und dem Fernen Osten.
Von 1982 bis 1985 war Egger Dekan der Philosophisch-Theologischen Hochschule Brixen.

### Bischof
Papst Johannes Paul II. ernannte Wilhelm Egger am 29. Juli 1986 zum Diözesanbischof von Bozen-Brixen. Die Bischofsweihe am 31. August 1986 im Dom zu Brixen spendete ihm sein Vorgänger, Joseph Gargitter; Mitkonsekratoren waren Alessandro Maria Gottardi, Erzbischof von Trient, und Reinhold Stecher, Bischof von Innsbruck. Sein Wahlspruch lautete „syn“, das heißt „miteinander“. Im Zeitraum von 1987 bis 1996 hat Egger alle 280 Pfarreien seiner Diözese besucht. Als Papst Johannes Paul II. im Juli 1988 eine Wallfahrt nach Maria Weißenstein unternahm, konnte Egger ihn in seiner Diözese begrüßen. 2000 wurde er Ehrenbürger von Sterzing.
Egger war Präsident der Katholischen Bibelföderation und Beauftragter für Ökumene in der Regionalen Bischofskonferenz Nordost-Italien. 1989 war er Mitglied der Arbeitsgruppe zur Revision der offiziellen italienischen Bibelübersetzung. Von 1990 bis 1995 war Egger Präsident der Kommission (der Italienischen Bischofskonferenz) für das gottgeweihte Leben und der Kommission für die Zusammenarbeit von Bischöfen und Ordensleuten. Von 1996 bis 2002 war er Präsident der Welt-Bibelföderation. Ab 2006 war er Vorsitzender der Kommission für die Revision der Einheitsübersetzung, der offiziellen deutschen Bibelübersetzung der katholischen Kirche.

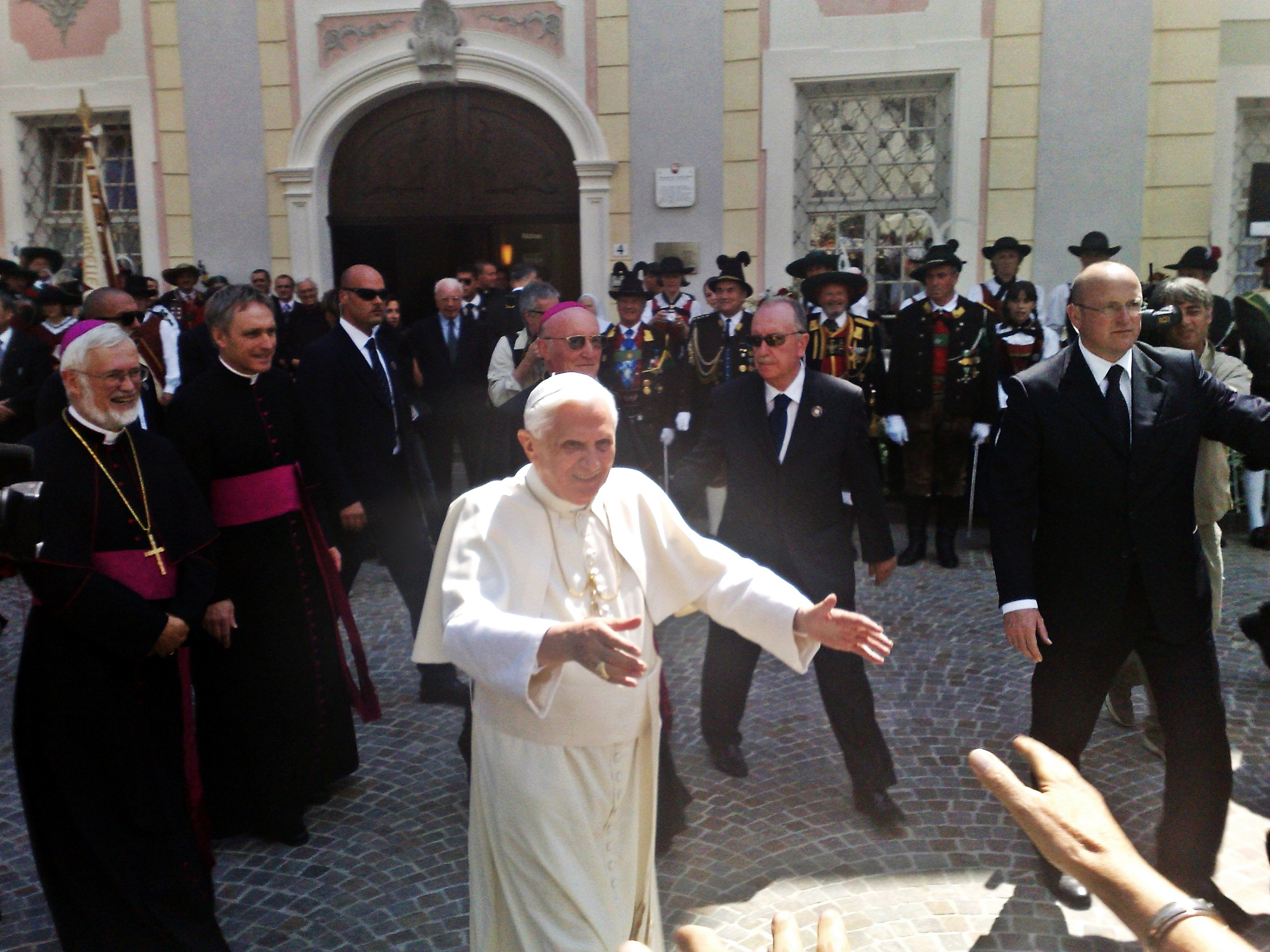
Bischof Egger (links) und Papst Benedikt XVI., 28. Juli 2008

Im Januar 2008 berief ihn Papst Benedikt XVI. zum Sondersekretär der Weltbischofssynode zum Thema Bibel, die im Oktober 2008 in Rom zusammentraf. Am 11. August 2008 verabschiedete er Papst Benedikt XVI. in Brixen, der im dortigen Priesterseminar seinen zweiwöchigen Sommerurlaub verbrachte. Egger verstarb am Abend des 16. August 2008 im Alter von 68 Jahren überraschend an den Folgen eines Herzinfarktes. Papst Benedikt XVI. hat sein Wirken tags darauf beim Angelusgebet vom 17. August gewürdigt. Wilhelm Egger wurde am 21. August 2008 im linken Seitenschiff des Brixner Domes beigesetzt.

## Werke
- Methodenlehre zum Neuen Testament. Freiburg 1987, ISBN 3-451-21024-X.
- Galaterbrief, Philipperbrief, Philemonbrief (= Joachim Gnilka, Rudolf Schnackenburg [Hrsg.]: Die neue Echter-Bibel. Kommentar zum Neuen Testament mit der Einheitsübersetzung. Band 9, Band 11, Band 15). Würzburg 1988, ISBN 3-429-00935-9.